# Pselliophora annulosa
Pselliophora annulosa är en tvåvingeart som först beskrevs av Frederik Maurits van der Wulp 1884.  Pselliophora annulosa ingår i släktet Pselliophora och familjen storharkrankar. Inga underarter finns listade i Catalogue of Life.